# Tuinen van Annevoie

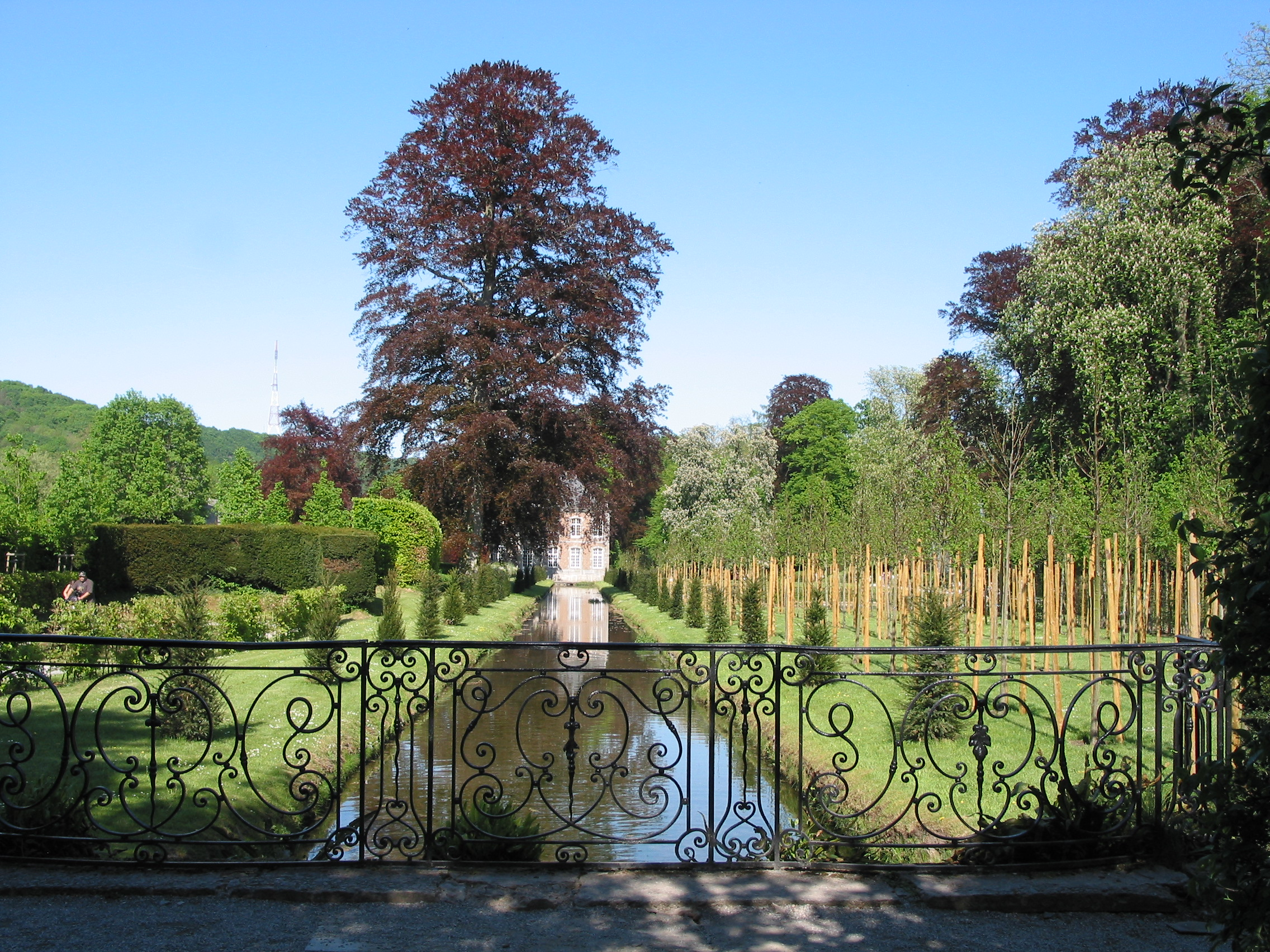
Tuinen van Annevoie

De Tuinen van Annevoie is een kasteelpark in het dorp Annevoie-Rouillon in de gemeente Anhée in de Belgische provincie Namen.
Het 17de-eeuwse Kasteel van Annevoie wordt omringd door een park vol waterwerken. Een langwerpige waterpartij, het Grand Canal, dat zelf zijn water ontvangt uit vier bronnen, voedt onder meer fonteinen, vijvers en watervallen. De Tuinen van Annevoie staan bekend om hun grote esthetische, historische en culturele waarde, en combineren op een smaakvolle manier de magie van water en de zuiverheid van een stijlvolle tuin. Ze werden in 1758 door Charles-Alexis de Montpellier aangelegd en verenigen Franse nauwkeurigheid met Engelse fantasie en Italiaanse charme.
Het kasteel zelf, dat al sinds 1675 wordt bewoond door de familie Montpellier, is niet opengesteld voor het publiek.